# Bureau of Yards and Docks
Le Bureau of Yards and Docks (abréviation : BuDocks) est la branche de la marine américaine (US Navy) chargée 
, de 1842 à 1966, de construire et d'entretenir les chantiers navals, les cales sèches et autres installations liées à la construction, à l'entretien et à la réparation des navires.
Il est créé le 31 août 1842 par une loi du Congrès (5 Stat. 579), comme l'un des cinq bureaux remplaçant le Board of Navy Commissioners, créé en 1815. Initialement créé sous le nom de Bureau of Naval Yards and Docks, il est rebaptisé Bureau of Yards and Docks en 1862.
Il est supprimé en 1966 et est remplacé par le Naval Facilities Engineering Systems Command (NAVFAC).